# Kamenný kříž v Sivicích
Kamenný kříž stojí na jižním okraji obce Sivice v okrese Brno-venkov. Je chráněn jako kulturní památka České republiky.

## Popis
Pozdně barokní pískovcový kříž z roku 1772 stojí u silnice III/3839 u výjezdu z obce do Tvarožné vedle pamětního kamene. Kříž byl na počest Ondřeje Zavřela, účastníka selských bouří, na místě dřevěného kříže postaven Martinem Hůlou.
Na podstavci s volutovými křídly, který stojí na čtvercové podnoži, je na čelní straně v rámu nápis: FIG VRAHAC / FVNDATA EST / A MARTIN CHVLA / ET /+ / CONSORTE SVA
Na zadní straně v rámu je nápis (špatně čitelný):
IOHAN BURHAL/ RESBARS / S IHLAVI / ROKU 1772
Podstavec je ukončen profilovanou římsou a pokračuje pylonem, na němž je jednoramenný kříž s ukřižovaným Kristem. Na přední straně pylonu jsou reliéfy mučednického nářadí.